# Шнарре, Моника
Мо́ника Шна́рре (англ. Monika Schnarre; 27 мая 1971, Скарборо, Онтарио, Канада) — канадская актриса, фотомодель, журналистка и телеведущая.

## Биография
Моника Шнарре родилась 27 мая 1971 года в Скарборо (провинция Онтарио, Канада), но в настоящее время она проживает в Торонто.

## Карьера
Моника начала свою карьеру в качестве фотомодели в 1985 году и стала самой молодой моделью (в возрасте 14-ти лет), которая подписала контракт с «Ford Models».
В 1989—2006 года Моника сыграла в 43-х фильмах и телесериалах, включая роль ангельской медсестры в фильме «Джуниор» (1994).

## Личная жизнь
С 6 августа 2010 года Моника замужем за Стори Бэджером. У супругов есть сын — Бод Шнарре (род.08.05.2013).